# Hampstead (metrostation)
Hampstead is een station van de metro van Londen aan de Northern Line. Het metrostation, dat in 1907 is geopend, ligt in de wijk Hampstead.
Hampstead is het diepste metrostation in Londen, op 58,5 meter onder de grond.

## Geschiedenis
Het metrostation Hampstead was in 1868 het beoogde noordelijke eindpunt van de Metropolitan & St. John's Wood Railway. Deze lijn werd geopend tussen Baker Street en Belsize Road maar in plaats van een verlenging ten noorden van Belsize Road werd gekozen voor een verlenging in westelijke richting als onderdeel van de Metropolitan Railway. Hampstead zelf beschikt sinds 1860 over station Hampstead Heath ongeveer een kwartier lopen ten oosten van het metrostation. Het metrostation kwam weer in beeld toen in 1891 de Hampstead Tube werd opgericht voor de aanleg van een lijn tussen Hampstead en Charing Cross. Na een aantal bezwaarprocedures werd op 24 augustus 1893 goedkeuring gegeven voor de Charing Cross, Euston & Hampstead Railway (CCE&HR). Het was een van de vier bedrijven die op zoek gingen naar geld voor de aanleg. In 1901 kocht de Amerikaanse investeerder Charles Yerkes het bedrijf die eveneens de Bakerloo en Piccadilly onderbracht in de Underground Electric Railways Company of London (UERL).

## Aanleg
In september 1903 begon de bouw van de lijn met twee takken ten noorden van Camden Town. Het depot met werkplaats kwam aan de westtak bij Golders Green waar tevens het noordelijke eindpunt zou komen. Het station werd aanbesteed als Heath Street maar kreeg kort voor de opening de naam Hampstead. Tussen Hampstead en Golders Green was het station North End, beter bekend als Bull & Bush, gepland maar de bouw werd in 1906 gestaakt omdat de beoogde woonwijk rond het station werd geschrapt. Door het schrappen van North End op 67 meter diepte is Hampstead met 58,5 meter het diepste station van de Londense metro en tevens het noordelijkste ondergrondse station van de westtak. Het initiële deel van de lijn, waaronder Hampstead, werd op 22 juni 1907 geopend. In 1933 werd het openbaar vervoer in Londen genationaliseerd in London Transport, dat de lijn Edgware de Highgate Morden Line noemde en in 1937, onder verwijzing naar het Northern heights-project, omdoopte in Northern Line.

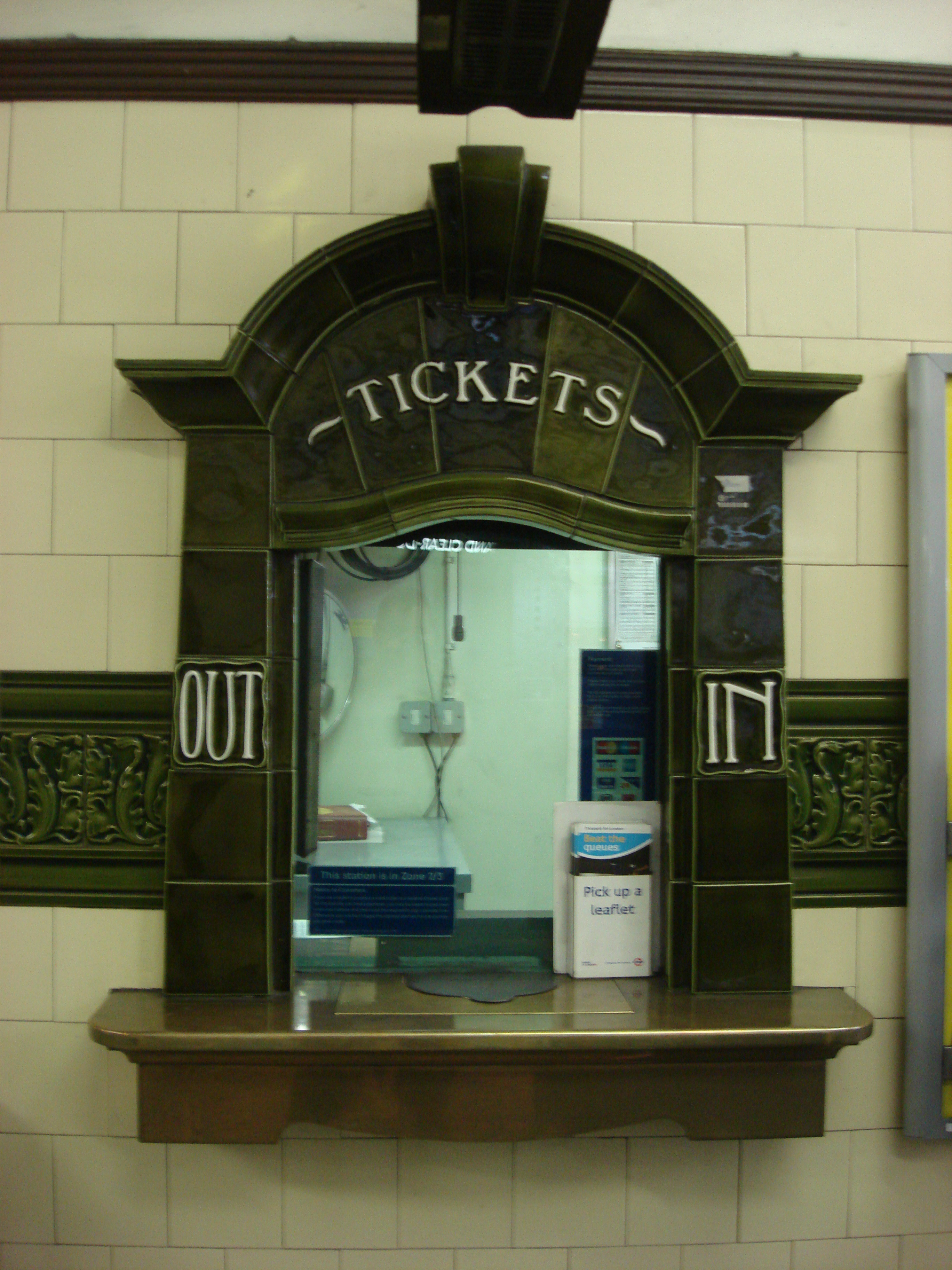
Een van de loketten
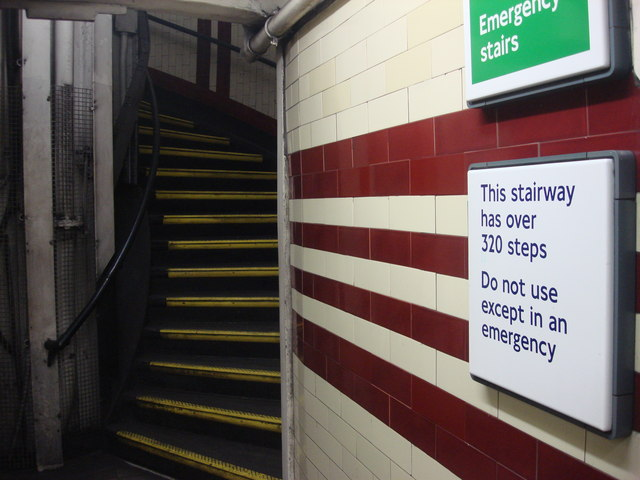
De wenteltrap
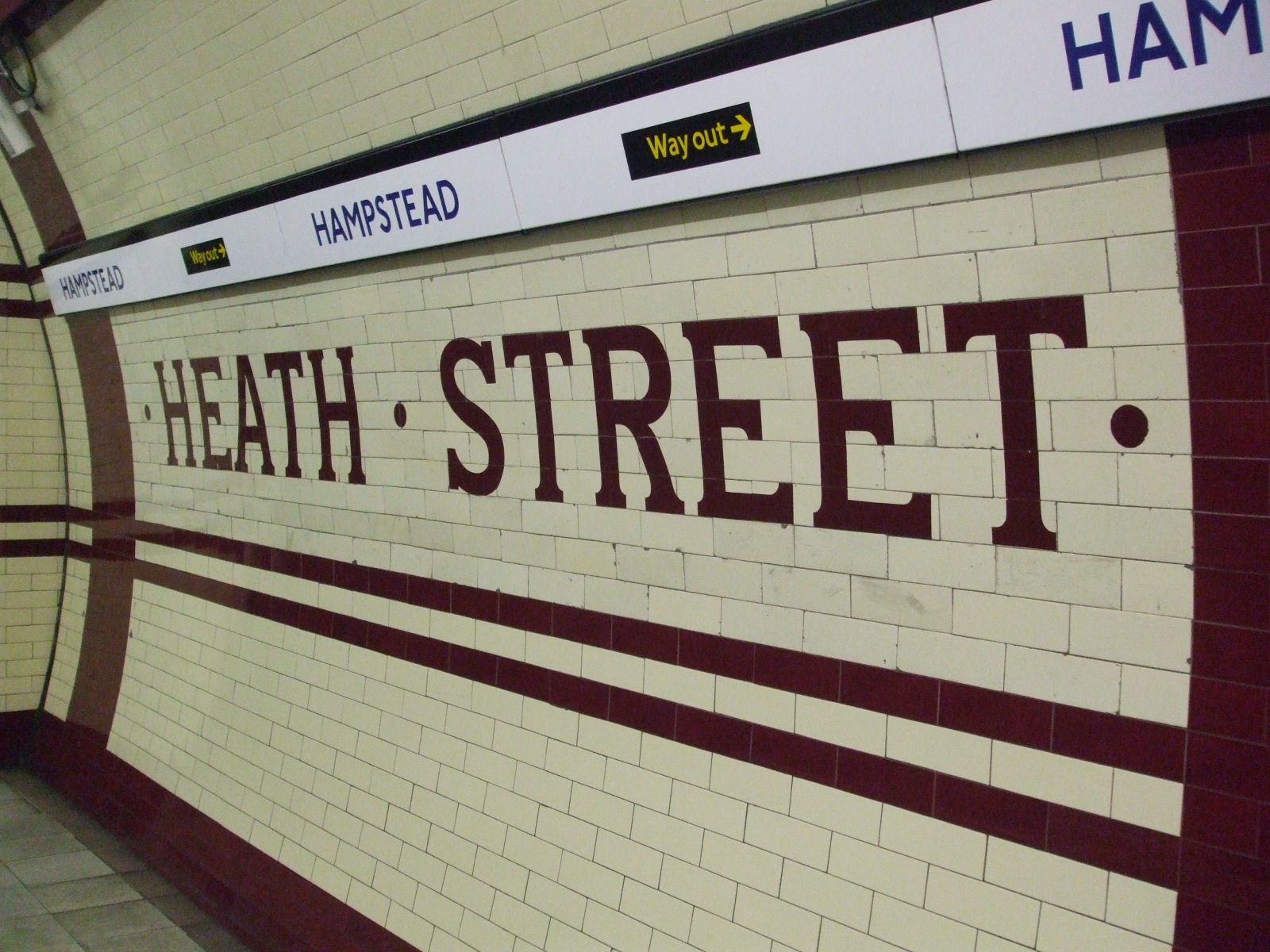
De beoogde naam op de tegels langs het perron

## Ligging en inrichting
Het station ligt bij het kruispunt van Heath Street en Hampstead High Street, vandaar dat het station gebouwd werd onder de naam Heath Street die ook is terug te vinden op het tegelwerk langs de perrons. Het station werd ontworpen door de huisarchitect van UERL, Leslie Green, zoals te zien is aan de kenmerkende bloedrode geglazuurde gevel. Green ontwierp voor elk station van de UERL een uniek tegelpatroon voor de perronwanden zodat de stations ook herkenbaar zijn voor laaggeletterden. Zoals gebruikelijk voor de Eerste Wereldoorlog worden de reizigers met liften vervoerd tussen de stationshal en de perrons. Omdat Hampstead op een 108 meter hoge heuvel ligt en de metro ten noorden van Warren Street, met perrons op 0 meter, geleidelijk stijgt naar Golders Green op 70 meter hoogte, bedraagt het hoogteverschil tussen de straat en de perrons bij Hampstead 58,5 meter. De liften overbruggen een hoogteverschil van 55 meter en hebben daardoor de hoogste liftkoker van het net. De liften komen beneden uit op een tussenverdieping die op zijn beurt via vaste trappen met de perrons is verbonden. De oorspronkelijke liften werden geleverd door Otis en ze werden later vervangen door liften van Wadsworth Lift Company. In 2014 werden deze vervangen door liften van Accord.